# Dubrovsko
Dubrovsko (en serbe cyrillique : Дубровско) est un village du centre-ouest du Monténégro, dans la municipalité de Šavnik.

## Démographie

### Évolution historique de la population
| 1948 | 1953 | 1961 | 1971 | 1981 | 1991 | 2003 |
| ---- | ---- | ---- | ---- | ---- | ---- | ---- |
| 332  | 366  | 264  | 237  | 153  | 96   | 51   |